# Гроза (фільм, 1933)
«Гроза» — радянський художній фільм 1933 року, знятий режисером Володимиром Петровим за однойменною п'єсою Олександра Островського.

## Сюжет
Місто Калинов на Волзі. У будинку купців Кабанова відгримів весільний бенкет. Для Катерини, молодої дружини купецького синка Тихона, наступають тяжкі, одноманітні дні шлюбу. Сувора і владна свекруха Кабаниха, слабовільний чоловік, хитра, вивертка Варвара — сестра Тихона, злодійкуватий Кудряш — ось люди, що оточують Катерину. Коли Катерина зустрічає Бориса, племінника купця Дикого, він здається їй людиною іншого, кращого світу. Але вона боїться почуття, що виникає. Даремно молить Катерина чоловіка взяти її з собою в Москву. Тихон радий нагоді вирватися на свободу. Він їде один. З відчаєм і болем в душі Катерина зближується з Борисом. Але не може вона пристосуватися до лицемірства і святенництва калинівських жителів. У церкві, перед зображенням Страшного суду, жінка, що знемагає від душевних мук, зізнається у своїй зраді чоловікові, а потім в розпачі кидається у Волгу.

## У ролях
- Варвара Массалітінова —  Марта Гнатівна Кабанова (Кабаниха)
- Іван Чувельов —  Тихон Кабанов, син Кабанова
- Алла Тарасова —  Катерина Петрівна Кабанова, дружина Тихона
- Ірина Зарубіна —  Варвара Кабанова, сестра Тихона
- Михайло Тарханов —  Савел Прокопович Дикий, купець
- Михайло Царьов —  Борис Григорович, племінник Дикого
- Михайло Жаров —  Ваня Кудряш, прикажчик Дикого
- Катерина Корчагіна-Александровська —  Феклуша, мандрівниця
- Степан Крилов —  прикажчик  (немає в титрах)

## Знімальна група
- Автор сценарію і режисер: Володимир Петров
- Оператор: В'ячеслав Горданов
- Художник: Микола Суворов
- Композитор: Володимир Щербачов